# Замирякин, Константин Александрович
Константин Александрович Замирякин (19 ноября (2 декабря) 1913 — 28 мая 1998) — советский партийный и государственный деятель, 1-й секретарь Свердловского горкома КПСС (1958—1962), председатель Свердловского промышленного облисполкома (1962—1964).

## Биография
Родился 19 ноября (2 декабря) 1913 года в слободе Владимировка Царевского уезда Астраханской губернии (ныне — город Ахтубинск Астраханской области).
В 1929—1932 гг. учился в профтехшколе в Сталинграде, после окончания которой работал слесарем на Сталинградском заводе № 221 Наркомата тяжёлой промышленности СССР, с 1938 г. — начальник цеха завода. Осенью 1942 года был эвакуирован в Свердловск, где назначен начальником цеха артиллерийского завода № 9.
В 1949—1955 гг. учился в Заочном Московском машиностроительном институте, в 1956 году окончил Уральский политехнический институт им. С. М. Кирова, инженер-механик.
В январе 1952 года Замирякин был переведён на партработу и избран сначала вторым, а в апреле 1953 г. — первым секретарём Орджоникидзевского райкома Свердловска. В июне 1955 года он стал вторым секретарём, а 12 июля 1958 г. — первым секретарём Свердловского горкома КПСС.
В декабре 1962 г. избран председателем новообразованного Свердловского промышленного облисполкома. Через два года разделённый реформой Хрущёва облисполком был вновь объединён, его председателем был избран А. В. Борисов, работавший до этого 1-м секретарём Свердловского сельского обкома, а Замирякин стал секретарём Свердловского обкома КПСС по военно-промышленному комплексу, лёгкой, пищевой промышленности и торговле.
С февраля 1970 — председатель Свердловского областного совета профсоюзов. В феврале 1977 года отправлен на пенсию.
Умер 28 мая 1998 года в Екатеринбурге, похоронен на Широкореченском кладбище.

## Участие в работе центральных органов власти
- депутат Верховного Совета РСФСР V—VI созывов;
- делегат XXI—XXII и XXIV—XXV съездов КПСС.

## Награды
- орден Ленина (18.01.1942) — за образцовое выполнение заданий Правительства по выпуску артиллерийского, стрелкового вооружения и военных приборов[2]
- орден Красной Звезды (февраль 1944)
- орден Октябрьской Революции (март 1976)
- орден Отечественной войны I степени (21.06.1945) — за успешное выполнение заданий Государственного Комитета Обороны по выпуску артиллерийского вооружения для Красной Армии[3]
- 3 ордена Трудового Красного Знамени (август 1958; 11.12.1963, «за заслуги перед Советским государством и в связи с 50-летием со дня рождения»; декабрь 1970)
- медали: «За трудовую доблесть» (июль 1939), «За оборону Сталинграда» (декабрь 1942), «За доблестный труд в Великой Отечественной войне 1941—1945 гг.» (июнь 1945), «За доблестный труд. В ознаменование 100-летия со дня рождения В. И. Ленина» (ноябрь 1969), «Тридцать лет победы в Великой Отечественной войне 1941—1945 гг.» (апрель 1975)